# Det er så yndigt at følges ad
 For alternative betydninger, se Det er så yndigt at følges ad (flertydig). (Se også artikler, som begynder med Det er så yndigt at følges ad)
Det er så yndigt at følges ad, egentlig Det er så yndigt at følges ad for to, er en dansk salme, der er skrevet af N.F.S. Grundtvig i 1855. Melodien er skrevet af C.E.F. Weyse i 1833. 
Salmen handler om kærlighed og ægteskabets lyksaligheder og er blevet en klassiker ved kirkelige bryllupper, ligesom den også anvendes til kobber-, sølv- og guldbryllupper. 

## Tekst
Grundtvig skrev oprindeligt teksten som en lejlighedssang til præsten P.A. Fenger og hustrus sølvbryllup i Slots Bjergby.
De var gode venner til Grundtvig og holdt sølvbryllupsfesten  den 3. juni 1855, 
hvor Grundtvig var inviteret men kom dog ikke.
Hans anden hustru Marie var død få dage før og Grundtvig var i dyb sorg.
Den oprindelige lejlighedssang havde en slutstrofe der henviste til sølvbryllup og Slots Bjergby.
Grundtvig omskrev senere denne strofe der lyder
Det er en liflig Sølvbryllups-Fest

I Bjergby, mellem de skarpe Vinde, 

Hvor luunt saalænge sad Herrens Præst

I Børne-Kreds med sin Dannekvinde;

Ja, det er Gammen

At sidde sammen, 

Hvor Arne-Flammen

Er Kiærlighed!

## Musik
Det var Fenger-parrets børn der sendte melodien til Grundtvig.
Den melodi var skrevet af Weyse til sølvbrudens forældres sølvbryllup i 1833 på godset Falkensten hvor Weyse var en ofte gæst.
Teksten til 1833-sangen var skrevet af F.C. Hillerup og han havde skrevet den til melodien for en drikkevise.
Man havde dog ikke fundet drikkevisen passende til sølvbrylluppet så man fik Wejse til at skrive en ny melodi.

## Udgivelser
I Den Danske Salmebog af 2003 findes den som nummer 703 under afsnittet "Menneskelivet - Bryllup og Vielse" og i Højskolesangbogens 18. udgave som nummer 439.